# El Monteaguilino
José Heriberto Sepúlveda Beltrán (Monte Águila, 27 de septiembre de 1960), también conocido como El Monteaguilino, es un folclorista y presentador de televisión chileno.

## Biografía
José Sepúlveda nació en el 27 de septiembre de 1960 en Monte Águila, Chile. El es el hijo de María Beltrán Bobadilla y José Sepúlveda Padilla, y tiene siete hermanos.

### Carrera artística
Debutó artísticamente en 1988 en el Festival Internacional de la Canción de Viña del Mar, donde interpretó la canción «Caballito de metal», basada en la industria ferroviaria chilena y el mundo campesino. La canción, que era una guaracha, fue descalificado, pues en ese momento el reglamento del concurso exigía que los cantes cantados fueran propios del folclore chileno, requisito que la guaracha no cumplía. Sin embargo, la canción que tocó se volvió icónica y le permitió continuar en el campo de la música folclórica, del que todavía forma parte hoy.
Entre 2012 y 2015, fue animador y productor de televisión en el programa Revolviendo el Gallinero en el canal UCV TV, el que consistía en entrevistar a otros cantores populares del país.
Aunque ha sido acusado de escribirle una canción a Lucía Hiriart, esposa de Augusto Pinochet, él lo ha negado, diciendo que «me encanta la política, pero de lejos».
En el día del niño de 2020, grabó «Caballito de metal» nuevamente con el grupo Sinergia, dándole un toque infantil a la canción. Más tarde ese año, debido a la pandemia de COVID-19, comenzó a grabar y difundir sus obras digitalmente. También fue invitado a la telemaratón Vamos chilenos.

## Discografía
| Año  | Título                                             | Tipo          |
| ---- | -------------------------------------------------- | ------------- |
| 1988 | A bailar guaracha                                  | Álbum         |
| 1997 | Morena caribeña                                    | Álbum         |
| 1998 | Las cuecas acaballás                               | Álbum         |
| 2002 | Hass presenta: música 100% chilena                 | Álbum         |
| 2003 | A ponerle pino... con El Clavel y El Monteaguilino | Colaborativo  |
| 2003 | A todo ritmo                                       | Álbum         |
| 2004 | Lo mejor de El Monteaguilino                       | Recopilatorio |
| 2010 | ¡Arriba la selección!                              | Álbum         |
| 2013 | La mejor fiesta dieciochera                        | Colaborativo  |
| 2013 | Caballito de metal                                 | Recopilatorio |